# Valentín Gómez Farías, Sinaloa
Valentín Gómez Farías är en ort i Mexiko.   Den ligger i kommunen Angostura och delstaten Sinaloa, i den västra delen av landet, 1 100 km nordväst om huvudstaden Mexico City. Valentín Gómez Farías ligger 10 meter över havet och antalet invånare är 368.
Terrängen runt Valentín Gómez Farías är mycket platt. Runt Valentín Gómez Farías är det ganska glesbefolkat, med 43 invånare per kvadratkilometer. Närmaste större samhälle är La Reforma, 15,0 km sydost om Valentín Gómez Farías. Trakten runt Valentín Gómez Farías består till största delen av jordbruksmark.